# Brassavola flagellaris
Brassavola flagellaris är en orkidéart som beskrevs av João Barbosa Rodrigues. Brassavola flagellaris ingår i släktet Brassavola och familjen orkidéer. Inga underarter finns listade i Catalogue of Life.

## Bildgalleri

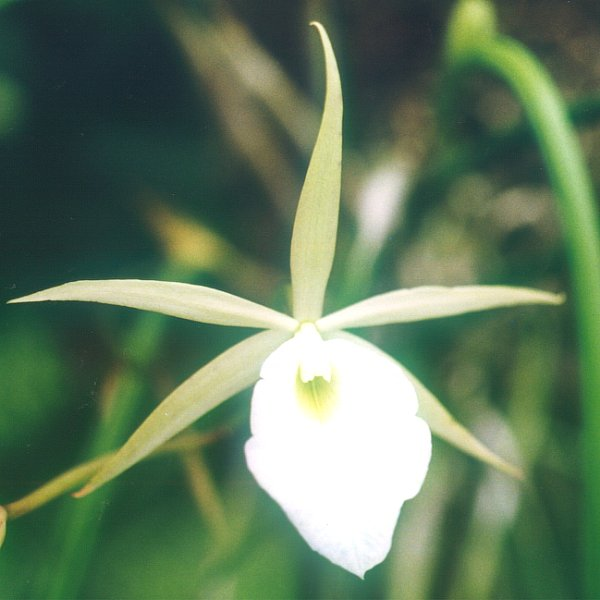
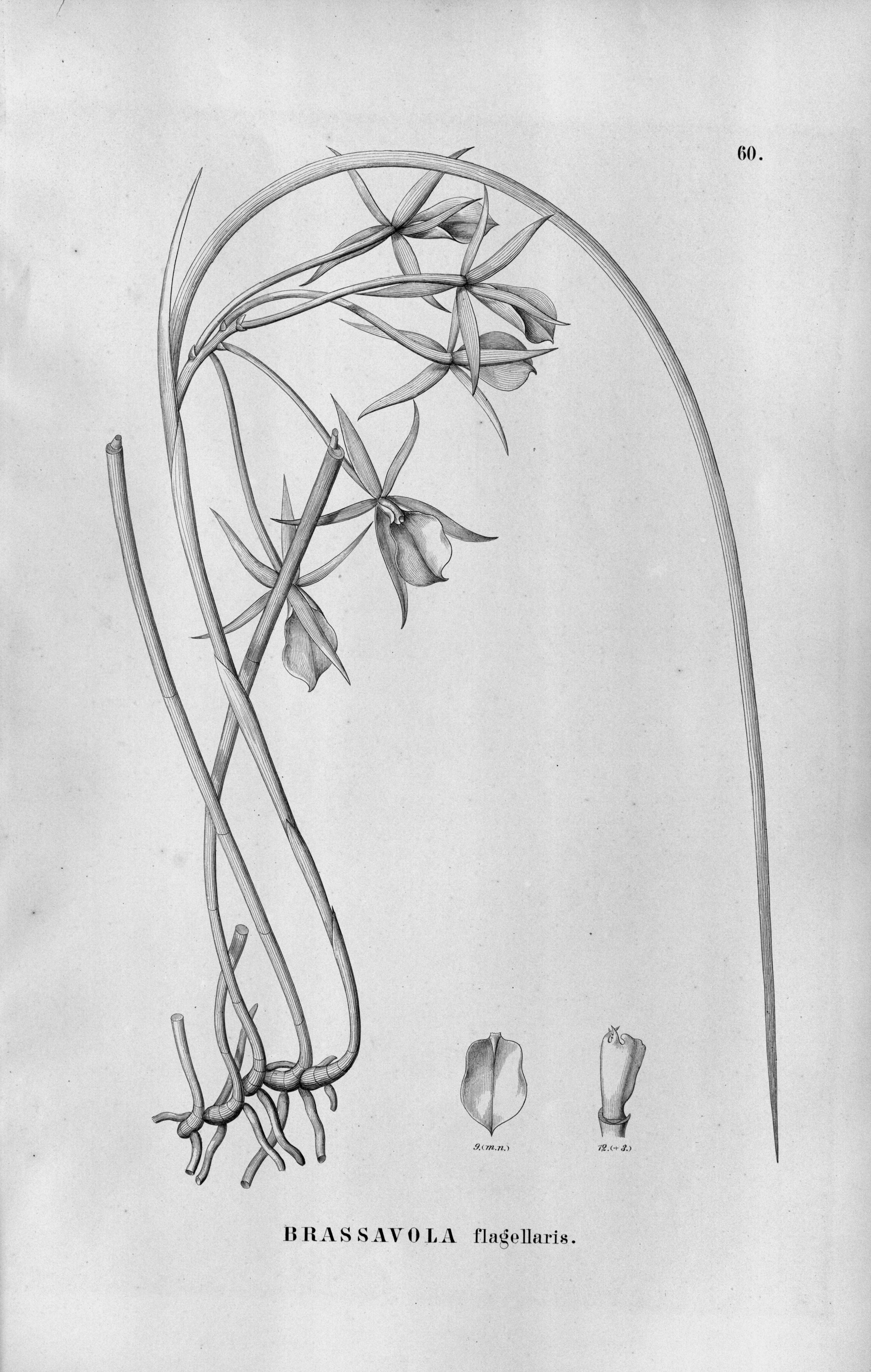
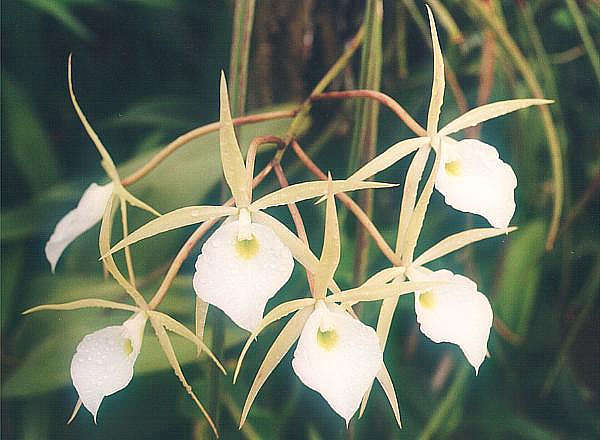
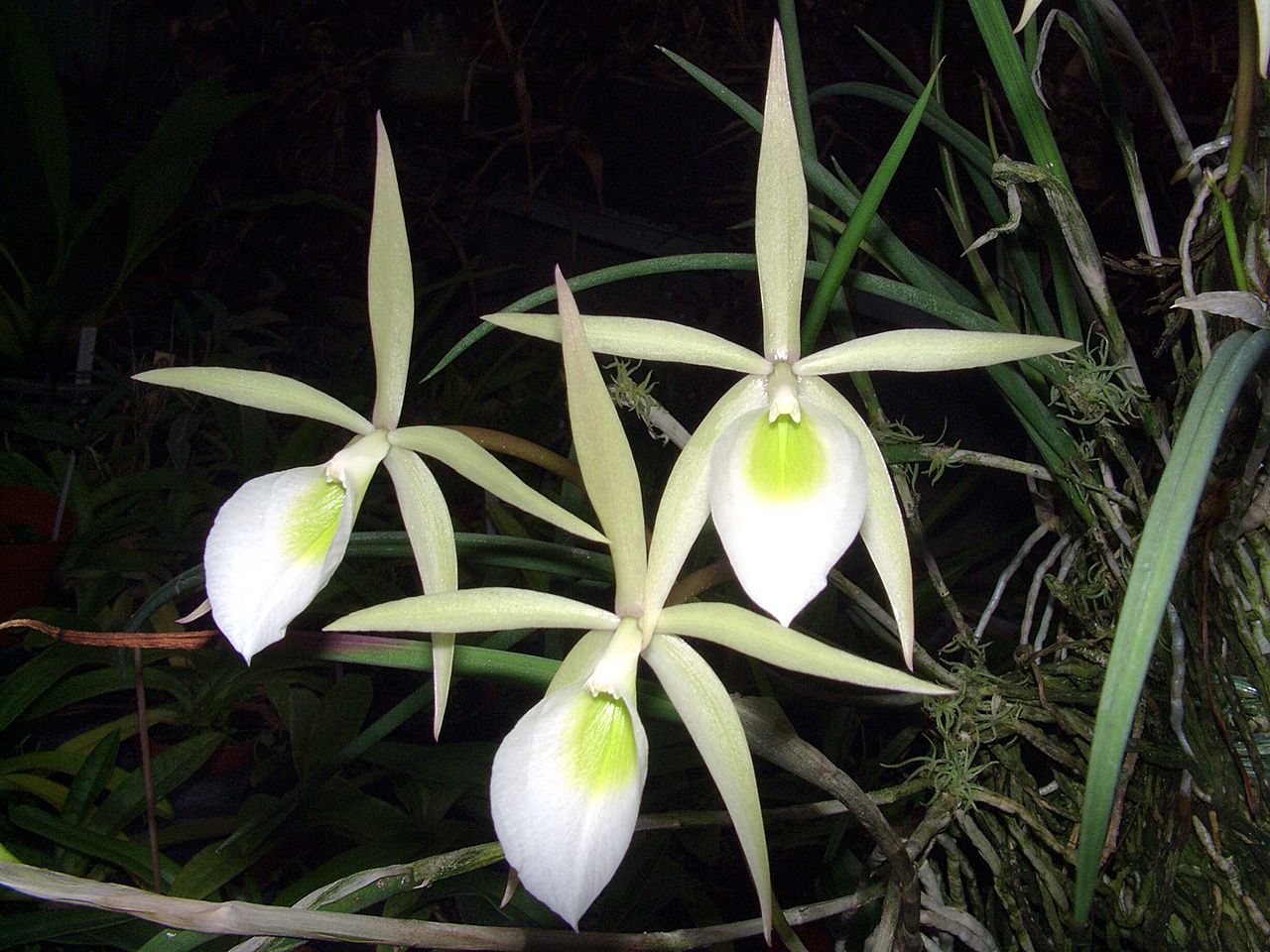
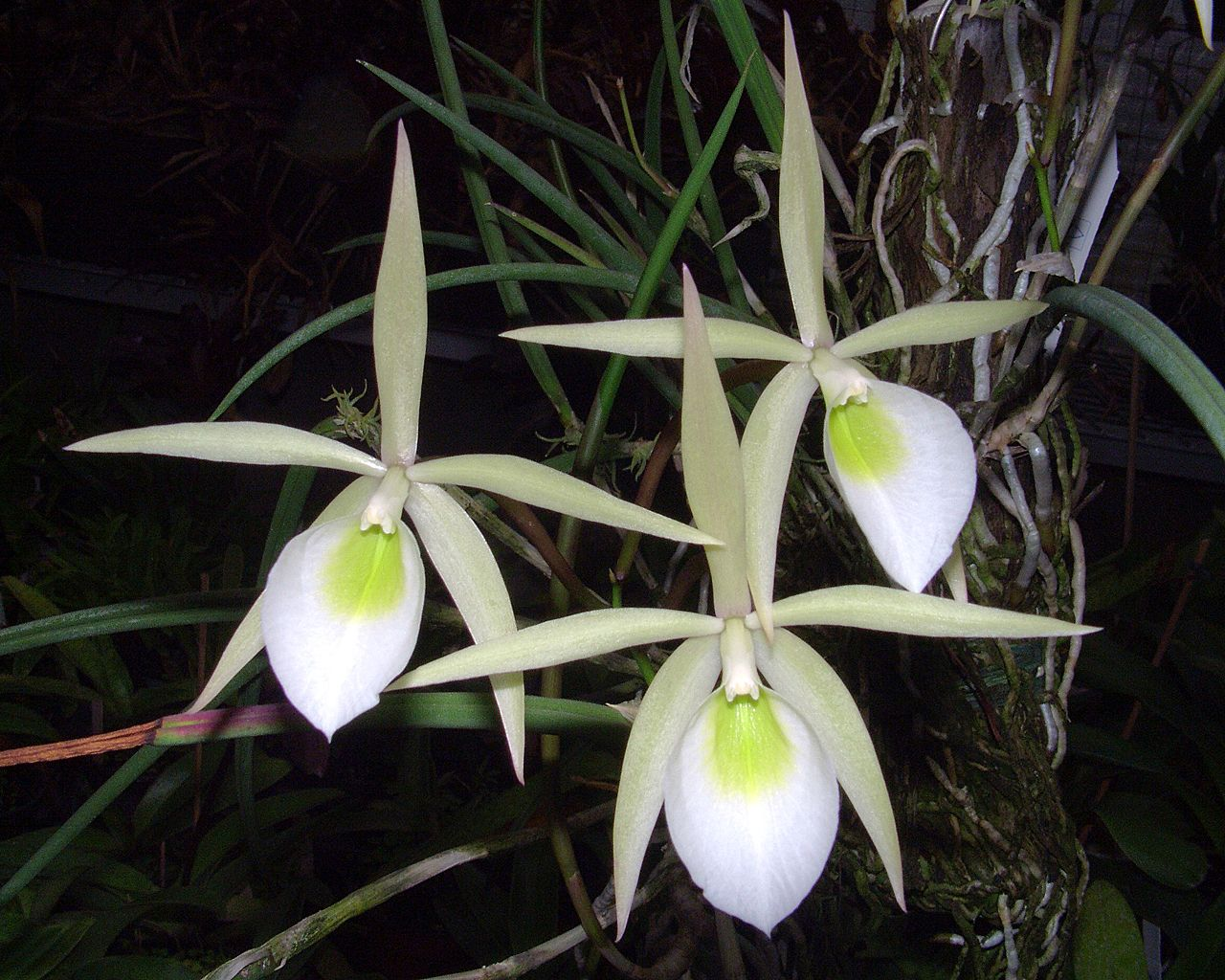
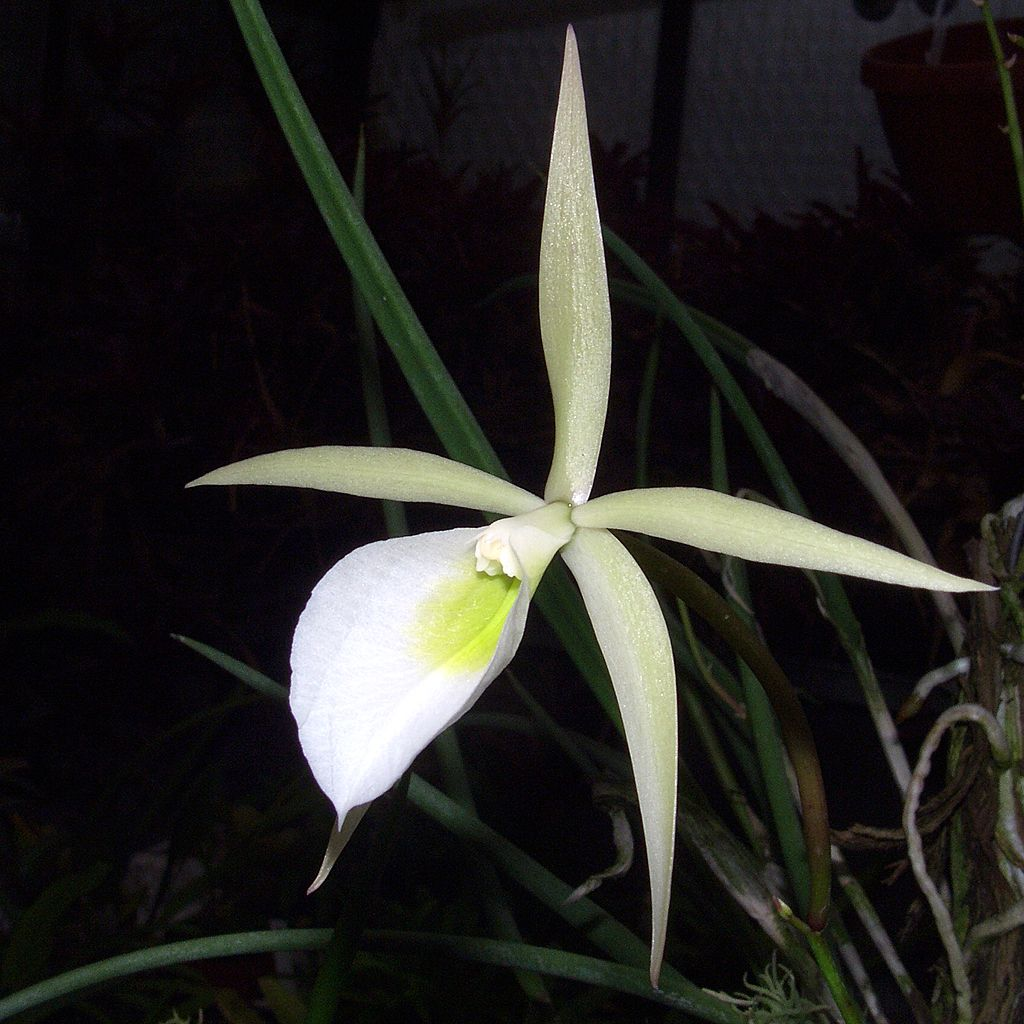